# Lapinlahti
Lapinlahti (Zweeds: Lapinlax) is een gemeente in de Finse provincie Oost-Finland en in de Finse regio Noord-Savo. De gemeente heeft een landoppervlakte van 1.096,7 km² en telt 9.099 inwoners (2022).
In 2011 ging Varpaisjärvi op in Lapinlahti.

## Geboren in Lapinlahti
- Juhani Aho (1861), schrijver, vertaler en journalist
- Pekka Halonen (1865), schilder

Iisalmi · Joroinen · Kaavi · Keitele · Kiuruvesi · Kuopio · Lapinlahti · Leppävirta · Pielavesi · Rautalampi · Rautavaara · Siilinjärvi · Sonkajärvi · Suonenjoki · Tervo · Tuusniemi · Varkaus · Vesanto · Vieremä
Voormalige gemeenten:
Iisalmen maalaiskunta · Juankoski · Karttula · Kuopion maalaiskunta · Maaninka · Muuruvesi · Nilsiä · Riistavesi · Säyneinen · Varpaisjärvi · Vehmersalmi